# Holyně
Holyně – część Pragi. W 2006 zamieszkiwało ją 400 mieszkańców.